# Darna (personaje)
Darna (pronunciación en tagalo: [ˈdaɾnɐ]) es una superheroína filipina creada por el escritor Mars Ravelo y el artista Nestor Redondo. La primera aparición del personaje fue en Pilipino Komiks (Ace Publications, Inc.) #77 el 13 de mayo de 1950. Darna es una reorganización del personaje anterior de Ravelo, Varga, cuyas historias escribió e ilustró él mismo. Este personaje apareció por primera vez en Bulaklak Magazine, Volumen 4, #17 el 23 de julio de 1947. Ravelo dejó las publicaciones de Bulaklak Magazine debido a diferencias con los editores de la publicación. Uno de los superhéroes filipinos más populares, Darna ha aparecido en muchas películas y varias series de televisión a lo largo de las décadas que han eclipsado con creces su mandato actual en los cómics.
La miniserie de Mango Comics de 2003 reveló que Darna es una guerrera extraterrestre fallecida que se manifiesta mágicamente a través de una mujer de la Tierra llamada Narda que la convoca gritando su nombre. Como Darna, defiende a aquellos que no pueden valerse por sí mismos. Ella lucha contra los delincuentes comunes, así como contra las mayores fuerzas del mal, la más famosa es la supervillana de cabello de serpiente Valentina. A menudo la acompaña su hermano menor, Ding. Varias versiones alternativas de Darna se han caracterizado a lo largo de los años.
La apariencia de Darna es distintiva e icónica: generalmente usa un bikini rojo o pantalones cortos con una estrella dorada en cada sostén; casco rojo con medallón alado de oro con incrustaciones de rubí; pulseras de oro; un cinturón medallón de oro con un taparrabos en el medio; y botas rojas. Darna es ampliamente considerada como un ícono cultural filipino y el personaje de superhéroe más célebre de Filipinas.
El personaje también ha sido ampliamente adaptado y retratado en otras formas de medios, incluidas películas y series de televisión. Varias actrices han interpretado a Darna en películas y series de televisión, incluidas Rosa del Rosario, Liza Moreno, Eva Montes, Gina Pareño, Vilma Santos, Lorna Tolentino, Rio Locsin, Sharon Cuneta, Nanette Medved, Anjanette Abayari, Regine Velasquez, Angel Locsin, Marian Rivera, Iza Calzado y Jane De Leon.

## Historia del personaje

### Primeros años
Mars Ravelo creó las primeras imágenes de Darna antes de la Segunda Guerra Mundial, como el predecesor del personaje, Varga. La inspiración de Ravelo para las cualidades heroicas de Darna provino de una fascinación por el Superman de Jerry Siegel y Joe Shuster. El medallón alado del casco de Darna se inspiró en el emblema de la fuerza aérea filipina, ya que Ravelo también soñaba con la oportunidad de volar. El concepto de la piedra blanca mágica es iconografía cultural, ya que el folclore filipino tiene muchas historias de valientes jóvenes mortales cuyo coraje y corazón les permiten ser dignos de amuletos mágicos, lo único en estas historias que podría igualar las probabilidades contra las fuerzas sobrenaturales y malvadas.
Después de la guerra, Ravelo se dio cuenta de que los filipinos necesitaban un superhéroe, por lo que volvió a vender su concepto de superheroína a los editores hasta que uno de ellos, Bulaklak Komiks, acordó publicar la heroína de Ravelo a la que ahora llamó "Varga" en 1947 (inspirada en la serie de ilustraciones de chicas Varga) y la tira despegó. Varga hizo su debut en la revista Bulaklak Magazine, vol. 4, #17 del 23 de julio de 1947, que escribió y dibujó Ravelo. En una entrevista, Ravelo reveló que primero ofreció su creación a la revista Liwayway y otras publicaciones, pero fue rechazado. Si la revista Liwayway no hubiera rechazado la oferta, Varga habría sido el primer superhéroe komik de Filipinas.
Contrariamente a la creencia popular, Darna no recibió su nombre del mágico Ibong Adarna (pájaro Adarna), que aparece en una epopeya filipina del mismo nombre. En la revista Bulaklak, Narda ya se estableció como la identidad mortal de Varga. "Darna" era simplemente un anagrama de "Narda". El concepto y la imagen del personaje se basaron en las ilustraciones de Superman que aparecían en las historietas traídas por soldados de Estados Unidos a Filipinas. Era la historia de una niña mortal llamada Narda (llamada así por uno de los compañeros de juegos de la infancia de Ravelo), su hermano Ding y su abuela, Lola Asay, que vivían en la ciudad de Masambong cuando una estrella fugaz se reveló como un amuleto mágico que convierte Narda en la superheroína Varga.
El nombre Varga estaba bajo la propiedad de Bulaklak Komiks. La primera aventura de Darna se serializó por primera vez en las páginas de Pilipino Komiks (Ace Publications, Inc.) #77 el 13 de mayo de 1950, donde se enfrentó a la sensual diosa serpiente, Valentina. Aquí, Narda, una niña, se traga una piedra que tiene la palabra "Darna" y se transforma en Darna gritando el nombre de esta última. Asimismo, Darna vuelve a convertirse en Narda gritando el nombre de Narda. La piedra, que era del planeta Marte, se queda en su cuerpo. Su secreto es conocido por su abuela y su hermano, Ding, quien se convierte en su compañero. Darna rápidamente ganó popularidad entre los lectores de cómics filipinos. La serie original de cómics de Darna, escrita por Ravelo e ilustrada por Redondo, se publicó en 28 números.

## Biografía del personaje
La historia de Darna comienza con una chica de pueblo llamada Narda que vive en la ciudad provincial Barrio Masambong con su hermano Ding. Los hermanos quedaron huérfanos y en consecuencia adoptados por su abuela Lola Asay.
A Narda le encanta cantar mientras que su hermano menor, Ding, toca muy bien la armónica. A veces, Narda y Ding van de casa en casa y cantan por dinero para ayudar a su abuela a cubrir sus necesidades diarias.
Mientras jugaba un juego de "Hide and Seek" una noche, Narda vio una estrella fugaz en el cielo nocturno. El objeto celeste se estrelló contra el bosque. Impresionada por su belleza, lo recogió y decidió quedárselo. Cuando sus compañeros de juegos comenzaron a buscarla, inmediatamente escondió la piedra blanca en su boca para evitar que sus compañeros de juegos se la quitaran.
La piedra blanca cobró vida y bajó por su garganta hasta su estómago. Comenzó a experimentar destellos psíquicos que inundaron su mente con imágenes alienígenas de mundos lejanos que la hicieron perder el conocimiento. La encontró Lola Asay, quien la llevó a su casa y la acostó.
Cuando Narda se despertó, estaba de vuelta en casa con su abuela y su hermano, Ding. Le preguntaron qué pasó y ella relató su extraña experiencia. Cuando su abuela le preguntó cuál era la inscripción en la piedra blanca que tragó, Narda gritó... "¡DARNA!"
Su abuela y su hermano se sobresaltaron por un destello de luz y humo que llenó la habitación. Donde una vez estuvo Narda, ahora había una mujer guerrera alta y hermosa. Ella les explicó que ella era "Darna del Planeta Marte" y que fue enviada a la Tierra para enfrentar las fuerzas de la oscuridad y el odio que aquejaban al mundo. Narda estaba canalizando a la mujer alienígena. Después de asegurarles que no pretendía hacer daño, Darna volvió a cambiar a Narda diciendo el nombre de esta última.

### Alter ego

#### Narda
Independientemente de sus muchas encarnaciones, la historia de Darna comienza con una chica de pueblo llamada Narda que encuentra una pequeña piedra blanca, un diminuto meteorito del espacio exterior. Narda se traga la piedra y grita "Darna", se convierte en una poderosa guerrera lista para defender la Tierra de las fuerzas del mal.
En la serie de televisión de 2009, el alter ego de Darna se llamaba Narda Arcanghel; su apellido es un posible guiño al arcángel, el mensajero de Dios; El padre Mateo (interpretado por Eddie García) también se refirió a Darna como "Anghel na Sugo ng Langit" (español: Mensajero del cielo).

#### Daria
Mars Ravelo creó un segundo alter ego llamado Daria en "Si Darna at Planetman" serializado en Holiday Komiks en 1969. Por primera vez, Darna se transformó en Daria en el tercer número de Si Darna at ang Planetman. Daria es una versión adulta de Narda. En la película de 1969 Darna at ang Planetman, Gina Pareño interpretó a Darna y Daria; fue la única actriz que interpretó al alter ego de Darna, Daria.

### Nemeses
Darna se enfrenta a una variedad de enemigos que van desde delincuentes comunes hasta extravagantes supervillanos, a menudo con historias de origen trágico que los llevan a una vida de crimen y maldad. Valentina es la supervillana filipina más icónica creada por Mars Ravelo. Si tienes a Darna, Valentina eventualmente atacará. Los otros enemigos recurrentes de Darna desde hace mucho tiempo incluyen a Babaeng Lawin, Babaeng Impakta, Babaeng Tuod y Babaeng Linta, entre otros. Muchos de los adversarios de Darna suelen ser mujeres.

## Apariciones

### Vestuario
El disfraz de Darna ha variado con el tiempo, aunque casi todas sus encarnaciones han conservado algún tipo de bikini rojo con una estrella dorada en cada copa del sostén, tocado/casco rojo con un rubí engastado en un adorno de alas doradas, brazaletes dorados, medallón dorado. cinturón con un taparrabos y botas rojas hasta la rodilla.
Darna es un personaje que fusionó el concepto de superhéroe con las tradiciones del folclore filipino. Las estrellas amarillas y doradas provienen de la bandera filipina, el taparrabos (bahag) es una inspiración visual de la vestimenta nativa y el agimat proviene del folclore y la superstición filipinos. El folclore filipino tiene la tradición de presentar a mortales humildes y de corazón puro que reciben amuletos que les permiten (de alguna manera) transformar sus virtudes en superpoderes que les permiten luchar contra el mal sobrenatural.